# Lazaro Maria Sanguinetti
Lazaro Maria Sanguinetti (* um 1660 in Genua; † um 1740 wohl in Koblenz) war ein Freskenmaler des Barock. Er war nachweislich in der Zeit von 1682 bis 1738 in Schlössern und Kirchen als Freskenmaler tätig. Räumlich arbeitete er in Böhmen, Franken, Hessen, Thüringen, im Rheinland und unternahm einen Abstecher nach Lothringen.

## Leben
Sanguinetti wurde in einem Schreiben am 10. Februar 1702 namentlich als Sanguinetti (Lazarus Maria) “premier peintre de S. A. R. le duc Léopold” (deutsch: „erster Maler Seiner Königlichen Hoheit des Herzogs Léopold“) erwähnt, der zu jener Zeit in Nancy tätig war.
Er war mit Magdalena (geborene Jakobs) verheiratet und hatte nachweislich drei Kinder: Roderico, Magdalena Sidona, Taufe am 3. August 1699 in Koblenz, Anna Elisabetha, Taufe am 18. Februar 1709 in Koblenz, Enkelin: Maria Anna, Taufe am 27. Februar 1744. Sanguinetti war Wanderarbeiter, er wohnte aber mit seiner Familie mindestens ab 1699, wohl bis zu seinem Tod um 1740 in Koblenz. Zahlreiche Bauten, in denen er die Fresken schuf, wurden nach Plänen der Baumeisterfamilie Dientzenhofer errichtet. Dies lässt eine besondere Nähe zu dieser Familie vermuten.

## Wirken

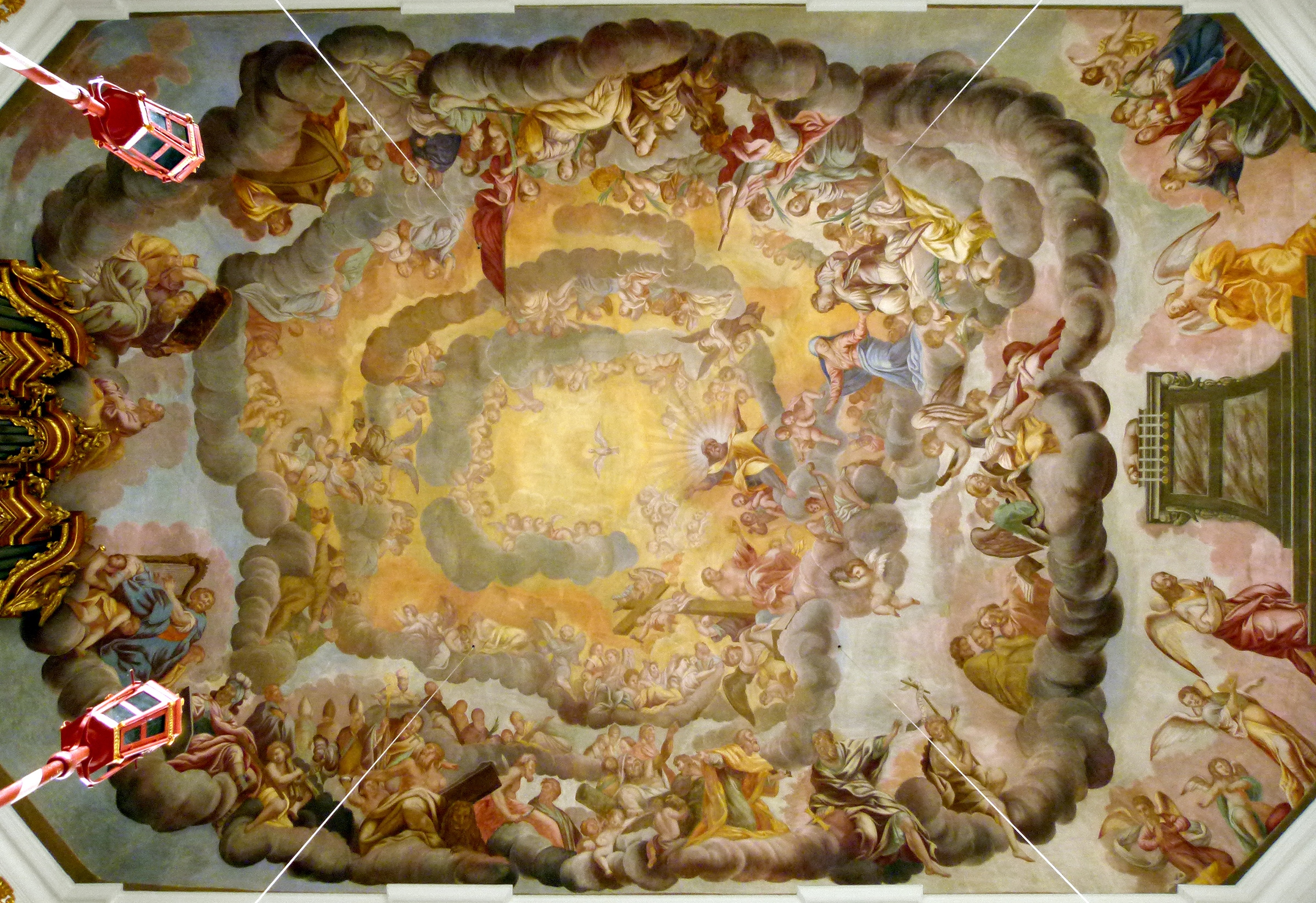
Deckenfresko im Kirchenschiff der Hofkirche Bartenstein, Künstler: Sanguinetti

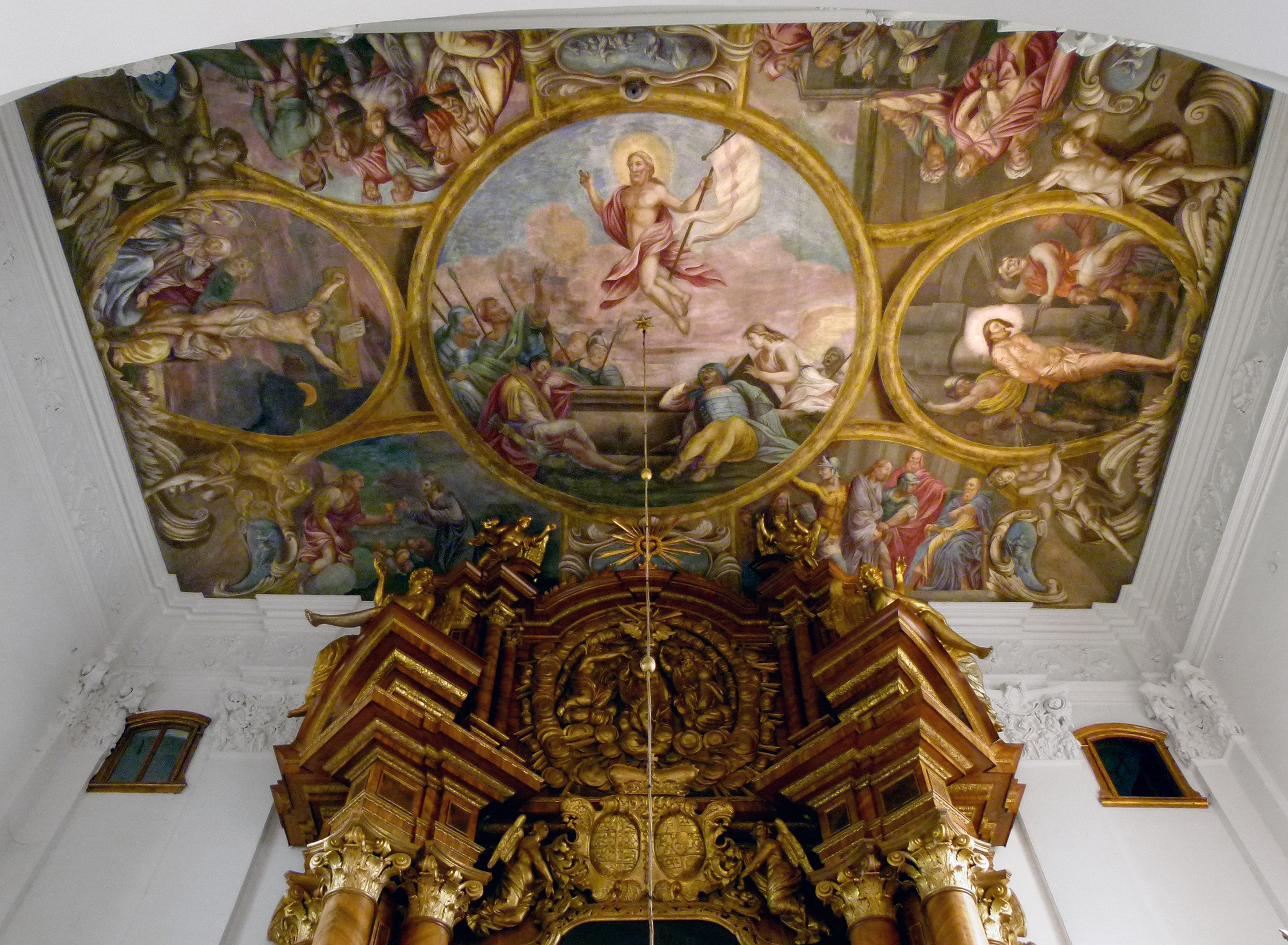
Deckenfresko im Chorraum der Hofkirche Bartenstein, Künstler: Sanguinetti

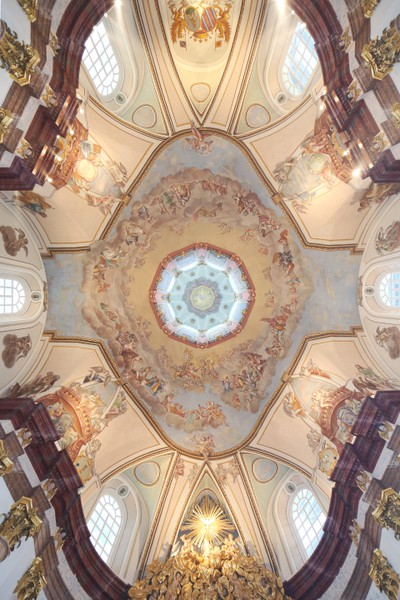
Deckenfresko in der Kirche von Maria Trost, Künstler: Sanguinetti

- 1682, Koblenz, Schloss Philippsburg: Kurfürst Johann Hugo von Orsbeck ließ im 400 m² großen Festsaal das Deckengemälde von Lazarus Sanguinetti mit Bildern aus dem Leben der römischen Kaiser Marc Aurel und Lucius Verus ausmalen.[3]
- 1691 bis 1697, Bílý zámek Ostrov nad Ohří, Weißes Schloss (Ostrov) von Schlackenwerth (Böhmen): Franziska Sibylla Augusta von Sachsen-Lauenburg. Nach einem Brand des alten Schlosses von Schlackenwerth ließ die Fürstin das neue Weiße Schloss errichten. Baumeister war unter anderem Christoph Dientzenhofer. Von Sanguinetti stammt der reichen Wand- und Deckenschmuck in der Halle. Er stellt die typisch barocke Personifizierung antiker Götter dar. Planeten umkreisen die Sonne in Gestalt des Gottes Apollon. Hinzu kommen weitere allegorische Figuren.
- 1692, 1693 Prag: Gebäude nicht weiter genannt.[4]
- 1693 bis 1696, Schloss Montabaur: Für Kurfürst Johann Hugo von Orsbeck, der von 1676 bis 1711 Erzbischof von Trier war, schuf Sanguinetti die Deckenmalerei. Sie stellt Allegorien des Lichtes und Personifikationen der vier Elemente Luft, Erde, Feuer und Wasser dar.
- 1696 bis 1699, Bad Godesberg, Michaelskapelle: Im Jahre 1696 ließ Kurfürst Joseph Clemens von Bayern, ein kunst- und prachtliebender Fürst, die Kapelle auf dem Godesberg umbauen und stellte sie in ihrer heutigen Beschaffenheit her. Die feierliche Einweihung der Kapelle fand 1699 statt. Die Deckengemälde stammen von Sanguinetti.
- 1698 bis 1700, Gaibach bei Volkach/Main, Heilig-Kreuzkapelle: Lothar Franz von Schönborn ließ die  Heilig-Kreuzkapelle errichten, Baumeister war Johann Leonhard Dientzenhofer, die Deckengemälde stammen von Sanguinetti.[4]
- 1699, Würzburg, Festung Marienberg: Räumlichkeiten nicht weiter genannt.[4]
- 1695 bis 1702, Bamberg, Neue Residenz: Umgestaltung durch Fürstbischof Lothar Franz von Schönborn von Baumeister Johann Leonhard Dientzenhofer. Die Fresken von „Venus und Mars“ im Vorzimmer und „Die olympischen Götter“ im Audienzzimmer stammen wohl von Lazaro Sanguinetti.[5]
- 1698 bis 1699 Nancy, ehemalige Residenz der Herzöge von Lothringen: Lazarus Maria Sanguinetti dekorierte während eines Aufenthaltes in Nancy das dortige Palais.[6]
- 1707/1708, Holzkirchen bei Würzburg, Pfarrkirche St. Michael: Der kunstsinnige Pfarrer Scheffer ließ die flache Decke der Kirche vom Deckenmaler Sanguinetti aus Koblenz bemalen. Das Hauptgemälde stellt mit St. Michael den Sturz der Engel dar, die kleinen runden Bilder in den vier Ecken des Langhauses zeigen alt- und neutestamentliche Engelsszenen. Vorne links „Erzengel Raphael mit Tobias auf der Reis“, rechts „Mariä Verkündigung“, hinten links „Ismael und Hagar in der Wüste“ und rechts „Petrus im Gefängnis“.[7]
- 1709, Sondershausen (Thüringen), Residenzschloss: Achteckhaus im Lustgarten des Fürsten Christian Wilhelm von Schwarzburg-Sondershausen, die farbenprächtigen Deckengemälde zeigen den Triumph der Venus des Malers Sanguinetti. Die Göttin fährt, begleitet von Amor, in einer Wolke auf ihrem von Tauben gezogenen Wagen vom Himmel herab. Neptun taucht auf seinem mit Rossen bespannten Wagen aus dem Meer auf, um Venus eine Muschel zu reichen, aus der die Göttin eine Perlenkette hervorzieht.[8]
- 1709, Weilburg, Residenzschloss: Graf Johann Ernst von Nassau-Weilburg veranlasste zu Beginn des 18. Jahrhunderts die Erweiterung des Schlosses zu einer barocken Residenz mit zahlreichen Nebengebäuden. Die schön stuckierte und mit Vergoldung verzierte Decke des Saals trägt im Mittelspiegel ein Freskobild des Malers Sanguinetti. Nach einer im Parkettboden eingelassenen Zahl wurde dieser Saal 1709 vollendet.[9]
- 1711, Koblenz, Schloss Philippsburg: Kurfürst Carl Joseph von Lothringen ließ von Sanguinetti fünf Zimmer neu ausschmücken.[3]
- 1713 bis 1714, Meiningen, Schloss Elisabethenburg: Deckenbild  Flügel (Süd), Festsaal Freskomalerei von Sanguinetti.[10]
- 1715, Bartenstein, Hofkirche: Graf Philipp Carl zu Hohenlohe-Bartenstein ließ ab 1712 als erste große Baumaßnahme die katholische Hofkirche in Bartenstein errichten. Baumeister war Bernhard Schießer, zuvor Baumeister im Kloster Schöntal. Er war mit der Witwe Georg Dientzenhofers verheiratet. Aus dem Vertrag mit Daniel Schenk, dem Kurfürstlich Mainzischen Hofstuckateur, vom 3. März 1715 geht hervor, dass der virtuose Maler Sanguinetti den gesamten Chor der neuen Hofkirche in Fresko zu malen habe. Sanguinetti schuf die Deckengemälde mit Heiligenhimmel im Hauptraum und den Leiden Christi im Chor. Für seine Tätigkeit erhielt er 833 Gulden und 30 Kreuzer, dazu Frühstück und Abendessen. Sein Maurer (Verputzer) hieß Jakob und war möglicherweise ein Verwandter seiner Frau.[11]
- 1721, Rastatt, Schlosskirche: Entwürfe für Deckenfresken, Sanguinetti teilte sich die Freskenmalerei mit anderen Künstlern. Seine Arbeit fand bei Markgräfin Franziska Sibylla keinen Gefallen, deshalb wurde er ausbezahlt und entlassen.[12]
- 1729, Maria Trost im Brünnl bei Gratzen (Südböhmen): Die herrlichen Fresken im Kirchengewölbe und in der Laterne stammen von dem Italiener Lazarus Maria Sanguinetti. Das Deckengemälde „al tempera“ stellt das Himmelreich mit einer Menge von Heiligen und Engeln in Wolken dar. Das ursprünglich 1729 vollendete Werk wurde im 1888 vollständig und hart übermalt.[13]
- 1738: Löhnberg, Hessen, Ev. Pfarrkirche: Bei dem Gotteshaus selbst handelt es sich um ein spätbarockes Bauwerk mit einmaliger Ausmalung, die nur in einer lutherischen Gemeinde denkbar war. Das Deckengemälde, vermutlich gemalt von Lazarus Maria Sanguinetti, stellt die Dreifaltigkeit, Erzengel, Engel und Putten dar.[14]

Sanguinetti war einer der vielen, heute weitgehend unbekannten Künstler des Barock, die für die prächtige Ausstattung der Residenzen sorgten. Die damalige Wertschätzung seiner Arbeit lässt sich gut an einem Vergleich feststellen: Der Hofmarschall der Residenz in Bartenstein hatte einen Jahresgehalt von 300 Gulden, ein stattliches Wohnhaus in Schlossnähe kostete 700 Gulden.